# Championnat de Tunisie masculin de handball 1974-1975
Navigation
Saison précédente Saison suivante
La saison 1974-1975 du championnat de Tunisie masculin de handball est la vingtième édition de la compétition.
L'Espérance sportive de Tunis qui a renforcé ses rangs grâce à Amor Sghaier (venu du COT) continue sa domination avec son cinquième doublé consécutif championnat-coupe et une invincibilité totale pour la seconde saison avec 22 victoires en 22 matchs en championnat et sept points d'avance sur le Club africain qui a recruté Lotfi Aloulou (venu de l'USTS) mais n'arrive pas à concurrencer son rival qui l'écarte également de la coupe en quarts de finale. Le troisième, le Sogitex sportif de Moknine, termine avec 19 points d'écart. 
La rétrogradation est annulée avec la décision de porter le nombre de clubs de la division nationale à seize. 

## Clubs participants
| - Espérance sportive de Tunis - Club sportif de Hammam Lif - Association sportive des PTT - Club africain - Stade nabeulien - Association sportive d'Hammamet | - Zitouna Sports - Sogitex sportif de Moknine - Association sportive de handball de l'Ariana - Jeunesse sportive omranienne - El Makarem de Mahdia - Sogitex Ben Arous |

## Compétition

### Classement
Le barème de points servant à établir le classement se décompose ainsi :
- Victoire : 3 points
- Match nul : 2 points
- Défaite : 1 point
- Forfait : 0 point

|    | Équipe                                       | Pts | J  | G  | N | P  | Bp  | Bc  | Diff |
| -- | -------------------------------------------- | --- | -- | -- | - | -- | --- | --- | ---- |
| 1  | Espérance sportive de Tunis (T, C)           | 66  | 22 | 22 | 0 | 0  | 426 | 273 | 153  |
| 2  | Club africain                                | 59  | 22 | 18 | 1 | 3  | 434 | 327 | 107  |
| 3  | Sogitex sportif de Moknine                   | 47  | 22 | 12 | 1 | 9  | 354 | 335 | 19   |
| 4  | Jeunesse sportive omranienne                 | 45  | 22 | 11 | 1 | 10 | 276 | 273 | 3    |
| 5  | El Makarem de Mahdia (P)                     | 43  | 22 | 9  | 3 | 10 | 304 | 298 | 6    |
| 6  | Association sportive des PTT                 | 42  | 22 | 9  | 2 | 11 | 276 | 279 | -3   |
| 7  | Association sportive d'Hammamet              | 41  | 22 | 9  | 1 | 12 | 326 | 328 | -2   |
| 8  | Sogitex de Ben Arous (P)                     | 40  | 22 | 8  | 2 | 12 | 254 | 296 | -42  |
| 9  | Stade nabeulien                              | 38  | 22 | 8  | 0 | 14 | 328 | 343 | -15  |
| 9  | Club sportif de Hammam Lif                   | 38  | 22 | 5  | 4 | 12 | 310 | 355 | -45  |
| 11 | Association sportive de handball de l'Ariana | 36  | 22 | 6  | 2 | 14 | 293 | 367 | -74  |
| 12 | Zitouna Sports                               | 33  | 22 | 5  | 1 | 16 | 294 | 353 | -59  |

|  | Champion de Tunisie 1974-1975                                                                |
|  | Relégation directe en deuxième division                                                      |
|  | (T) Tenant du titre (C) Vainqueur de la coupe de Tunisie (P) Club promu de deuxième division |

### Division d'honneur
Les deux poules du deuxième niveau, appelé division d'honneur, sont remportées par le Stade tunisien et l'Union sportive monastirienne. Ils accèdent en division nationale en compagnie de leurs dauphins, le Club olympique des transports et l'Union sportive des transports de Sfax.

#### Poule Nord
| Classement | Équipe                         | Points |
| ---------- | ------------------------------ | ------ |
| 1          | Stade tunisien                 | 36     |
| 2          | Club olympique des transports  | 32     |
| 3          | Widad athlétique de Montfleury | 21     |
| 4          | Club athlétique bizertin       | 30     |
| 5          | Club sportif des cheminots     | 29     |
| 6          | Club sportif des municipaux    | 28     |
| 7          | El Baath sportif de Béni Khiar | 27     |
| 8          | Club athlétique du gaz         | 25     |
| 9          | Tunis Universitaire Club       | 20     |

#### Poule Sud
| Classement | Équipe                                | Points |
| ---------- | ------------------------------------- | ------ |
| 1          | Union sportive monastirienne          | 33     |
| 2          | Union sportive des transports de Sfax | 30     |
| 3          | Jeunesse sportive kairouanaise        | 29     |
| 3          | Club sportif sfaxien                  | 29     |
| 5          | Étoile sportive du Sahel              | 27     |
| 6          | Club sportif de Sakiet Ezzit          | 25     |
| 7          | Jeunesse sportive de Chihia           | 20     |
| 8          | Stade soussien                        | 17     |

### Deuxième division
Le nombre de clubs de chaque poule de division d'honneur étant porté à dix, la rétrogradation est annulée et les clubs suivants bénéficient de l'accession :
- Étoile sportive de Radès
- Tunis Air Club
- Association Mégrine Sport
- Étoile sportive d'El Jem
- Union sportive sayadie
- Avenir sportif sfaxien
- Union sportive de la jeunesse de Ksar Hellal

## Champion
- Espérance sportive de Tunis
  - Entraîneur : Saïd Amara
  - Effectif : Moncef Besbes, Abderraouf Ayed, Sahbi Riahi et Mohamed Salah Baltaji (GB), Mounir Jelili, Hamadi Zoghlami, Fawzi Sbabti, Khaled Achour, Moncef Ben Othman, Rachid Younsi, Abdelkrim Abbes, Habib Chemima, Fethi Jaafar, Amor Sghaier, Faouzi Khiari, Habib Ben Younes, Ben Chaâban[Qui ?], Hachemi Razgallah, Naceur Jeljeli[3]